# Hildegarda de Bingen
Hildegarda de Bingen (alemany: Hildegard von Bingen)  (Bermersheim vor der Höhe, c. 1098 - Monestir benedictí de Rupertsberg, 17 de setembre de 1179) també coneguda com a Santa Hildegarda i la Sibil·la del Rin, fou abadessa benedictina, científica, escriptora, il·luminadora, mística i compositora. És la primera persona al món de qui es conserva música escrita. L'any 2012 va ser nomenada santa i, per la vigència del seu pensament, doctora de l'Església pel papa Ratzinger.

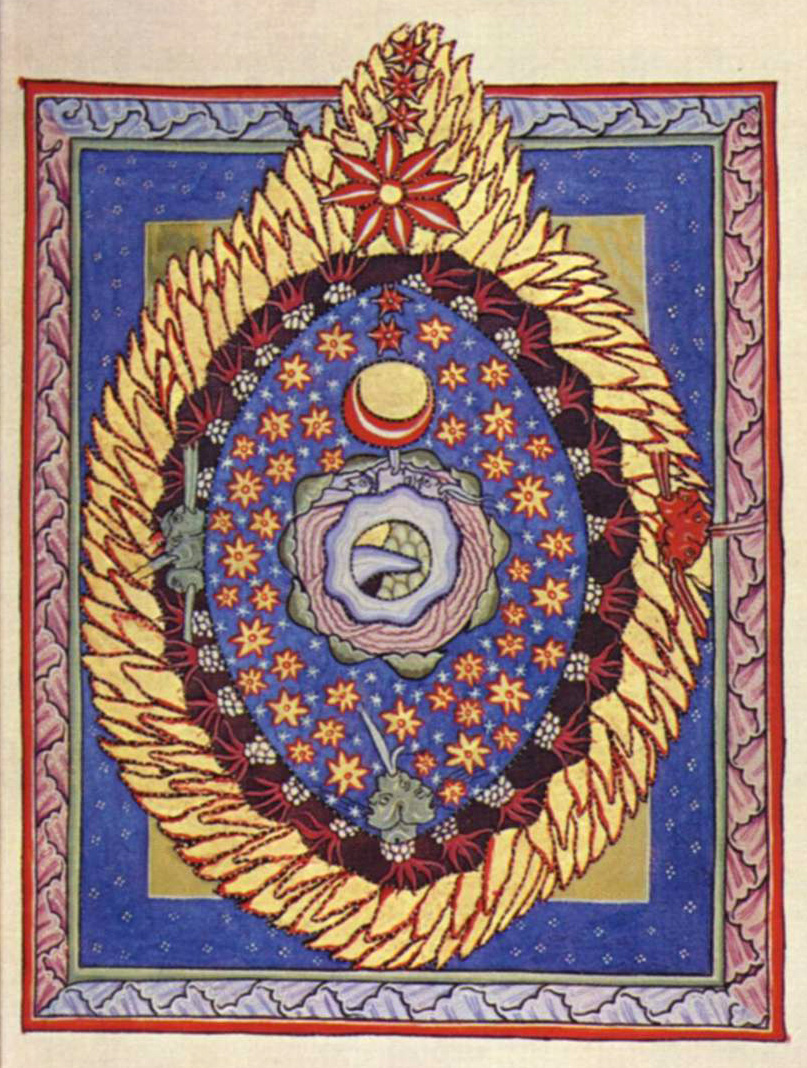
L'Univers, il·luminació d'Hildegarda de Bingen

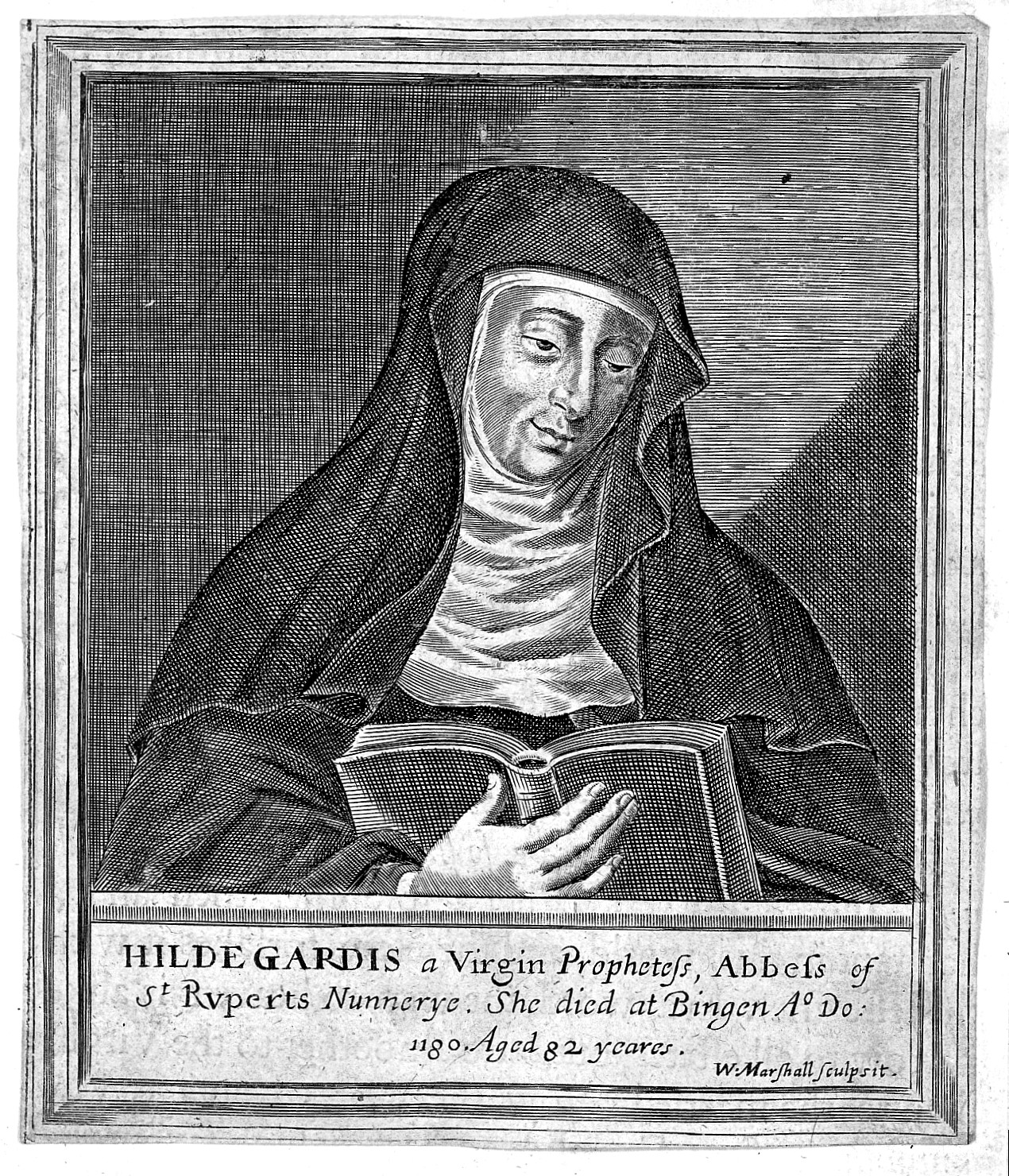

Predicava en públic per les places utilitzant música i text. Per a ella "igual que la paraula designa el cos, la simfonia designa l'esperit". El seu repertori musical és un dels més extensos dels autors medievals. Va escriure representacions sacres, misses, himnes i responsos, a més de nombrosos textos explicatius dels evangelis. Va tenir correspondència amb papes i emperadors, i esdevingué una figura diplomàtica.
Avui és considerada protofeminista per la seva visió i actitud pràctica del paper de la dona a la societat. Per haver inventat la lingua ignota, una de les primeres llengües artificials, és la patrona dels que promouen l'esperanto. L'any 2009 es va estrenar la pel·lícula Vision - Aus dem Leben der Hildegard von Bingen, dirigida per Margarethe von Trotta, que narra part de la seva vida.

## Context
A l'època medieval les dones participaven activament a la vida econòmica, cultural i social. Al segle xii hi havia una gran efervescència cultural. El coneixement era global, doncs encara no existia l'especialització. Els monestirs femenins eren diferents de com van ser del segle xv fins al Concili Vaticà II: no hi havia clausura i eren centres oberts de cultura i investigació on les monges podien estudiar, investigar i exercir una missió de portes enfora. En canvi, era inusual que una monja sortís a predicar.
Hildegarda de Bingen va viure en una època de floriment de la literatura religiosa escrita per dones, referit per alguns especialistes com "el moment de les mares de l'Església". Des d'un punt de vista literari van destacar Hildegarda i Hadewijch, i altres ho van fer pel valor científic o històric de la seva obra. Entre els segles xii i xiv van proliferar moltes autores interessants per diferents motius, com per exemple Christine de Pisan, Elisabet de Schönau, Clara d'Assís, Matilde de Hackeborn, Gertrudis la Gran, Matilde de Magdeburg, Margarida Porete (cremada a la foguera per les seves obres), Beatriu de Natzaret, Caterina de Siena, Brígida de Suècia o Juliana de Norwich.
Hi devia haver compositores brillants però pel fet de ser dones no formaven part del cànon, i foren oblidades i la seva obra perduda. La musicologia ha ignorat figures femenines de rellevància artística i n'ha amagat l'homosexualitat d'algunes d'elles. Hildegarda, per exemple, és una de les artistes més prolífiques en la música medieval però no ha estat considerada interessant fins després dels anys seixanta del segle xx, a partir del moment en què els estudiosos de literatura hagueren demostrat la seva excel·lència en poesia. Les nombroses intèrprets tampoc no han rebut una atenció adequada al ser considerades uns mers intermediaris entre el compositor i el públic. La música d'Hildegarda sona diferent a la dels homes de la seva època, però no és possible avui saber si és una particularitat d'ella, personal, o era un estil propi de més dones.
Al segle xii hi havia pocs metges i era usual dirigir-se als monestirs femenins o masculins per cercar un tractament, on sempre hi havia algú amb coneixements mèdics i solia haver-hi un hospital per a pobres i pelegrins, una farmàcia, un jardí de plantes medicinals i una casa de sagnies. Ja s'havien escrit diversos tractats mèdics, com el de Tròtula al segle xi, De mulierum passionibus. D'altra banda, l'Església estava dividida per heretgies i cismes, i hi havia corrupció i relaxació de costums entre els bisbes, clergues i monjos.

## Biografia

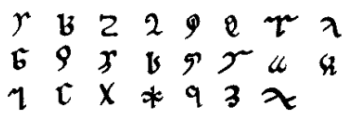
L'alfabet Littere ignote ('lletres desconegudes') inventat per a la lingua ignota

Hildegarda va ser la desena filla d'una família de la baixa noblesa, que havia promés dedicar un delme de la seva descendència a l'església. Per tant el seu destí ja estava fixat en néixer. Era una nena malaltissa, i amb tan sols vuit anys els seus pares la van fer entrar en un convent on l'abadessa Jutta von Sponheim es va fer càrrec de la seva instrucció. Després de la mort de Jutta, l'any 1136, Hildegarda va esdevenir abadessa del convent. Cap el 1150 va organitzar i coordinar el trasllat de la seva comunitat a un nou monestir, prop de Bingen, que era independent jurídicament i econòmicament de la comunitat de monjos de Disibodenberg.
A partir del 1158 va fer quatre viatges de peregrinació seguint el curs dels quatre rius que confluïen a Bingen: el riu Main, el Mosel·la, i el Rin cap al nord i cap al sud. En aquests viatges sortia a predicar a les places i feia conferències on parlava de la reforma de la clerecia i de la redempció, criticant tant la corrupció del clergat com l'heretgia dels càtars.
Va mantenir una intensa correspondència amb Bernat de Claravall, qui era un gran admirador de la seva obra, i també amb les principals autoritats de l'època; entre d'altres, quatre papes, el rei d'Anglaterra Enric II i la seva dona Elionor d'Aquitània i l'emperador d'Alemanya. Tota la vida va ser malaltissa; aparentment somatitzava una gran sensibilitat i emoció. Es va dedicar a atendre malalts, escoltar-los i fer investigació i recerca de remeis per guarir-los.
Proclamava la dignitat igual entre homes i dones, i també va lluitar per la dignitat dels oprimits. Malgrat mantenir alguns prejudicis misògins propis de la seva època. Hildegarda predicava una teologia en femení i amb simbologia femenina., tenia un punt de vista femení i positiu: d'ella és la primera descripció de l'orgasme, i tenia una visió oberta de la sexualitat.
Alguns experts apunten la seva possible homosexualitat, tot i que és una qüestió oberta i la posició més generalitzada sobre aquesta qüestió és que els textos són massa ambigus per assegurar-ho.

## Obra

### Les visions
Des de jove tingué visions de tipus místic però no va començar a escriure-les fins als quaranta anys, un cop va superar dubtes i escrúpols. Va escriure tres llibres sobre aquestes experiències religioses: Scivias Domini ('Coneix els camins del Senyor'), considerada la més important, Liber vitae meritorum i De operatione Dei. Les seves visions o "inspiració divina" venien sense èxtasi ni transport. Les elaborava, interpretava i dictava en vigília a col·laboradors que les escrivien, entre els que destaca la monja Ricarda, a qui estava fortament unida.
Els escrits d'Hildegarda van impressionar profundament a Bernat de Claravall i els va fer arribar al Papa Eugeni III (1145-53) qui després de llegir-los va escriure una carta a Hildegarda felicitant-la, animant-la a seguir escrivint i donant-li permís perquè fundés un convent a Bingen, sense la tutela de cap monjo, com era el desig d'ella.

### Il·luminació
Hildegarda també va ser una il·luminadora notable, amb una simbologia pròpia i dibuixos molt originals, ja que feia ús de molts colors, predominant el vermell que ella considerava que era el símbol de la vida. A totes les miniatures es representava a si mateixa a una cantonada escrivint sobre tauletes de cera i rebent la inspiració divina, simbolitzada amb unes flames que li arriben des del cel.

### Obra musical
De la seva producció musical es coneixen més de setanta composicions entre cants, himnes i seqüències, que constityeixen un dels repertoris més extensos entre els compositors medievals. L'obra amb la que va començar la seva producció musical va ser la Simfonia de l'harmonia de les revelacions celestials. Hildegarda també és la primera compositora de qui se'n coneix la biografia i la primera dona compositora de música sacra de la que es té referència fefaent. Una de les seves obres més conegudes, Ordo Virtutum ('Obra de les virtuts'), és un drama litúrgic o representació al·legòrica de la moralitat que té 82 melodies monofòniques, en cant pla, per a l'ànima, i disset virtuts, amb una part parlada per al diable. Hildegarda organitzava celebracions a la seva congregació en forma de rituals amb música en els que ella i les seves companyes es vestien de núvies de Déu, amb vestits de colors clars i tocats al cabell. Per a elles escrivia poemes i els musicava.

### Obra científica
La seva obra científica més important i per la que és més coneguda és Subtilitates diversaron naturarum creaturarum, ("Subtileses de la diversa naturalesa de les coses creades") que va escriure entre 1151 i 1158. A partir de la seva publicació el segle xiv es presenta com dos textos: Physica o Llibre de la medicina simple, per una banda i, Causae et curae o Llibre de la medicina complexa. La Physica és una recopilació de coneixements de l'època relacionats amb la botànica, zoologia i mineralogia, tot i que, a diferència de l'enciclopèdia d'Herrada de Landsberg, aquesta incorporava coneixements propis d'Hildegarda. Causae et curae estava organitzada en cinc seccions que inclouen receptes detallades per tal de curar més de dues-centes malalties conegudes de l'època que, probablement, Hildegarda havia utilitzat, ja que va tractar molts malalts a l'hospital del convent. Tenia coneixements de física, dels principis actius de plantes medicinals, anatomia, fisiologia i psicologia. Amb una visió holística del món, va desenvolupar uns mètodes medicinals pels que era ben coneguda i que encara es fan servir avui dia per alguns metges austríacs i alemanys.
Aquesta obra també té altres seccions com cosmologia i una descripció del paper de la humanitat a l'univers. Hildegarda també utilitza per primera vegada l'innovador concepte de viriditas, el poder de reverdir, i que utilitza tant a nivell físic com espiritual. També tracta profusament la sexualitat incloent-hi no només el paper de la procreació, sino mencionant també expressament el plaer sexual, tant de l'home com de la dona i fent la primera descripció detallada de l'orgasme femení i les seves semblances i diferències amb el masculí.

### Lalingua ignota
Una altra de les seves principals obres és la creació de la seva lingua ignota ("llengua desconeguda"), una de les primeres llengües artificials de la història, per la qual és considerada patrona dels esperantistes.

## Veneració

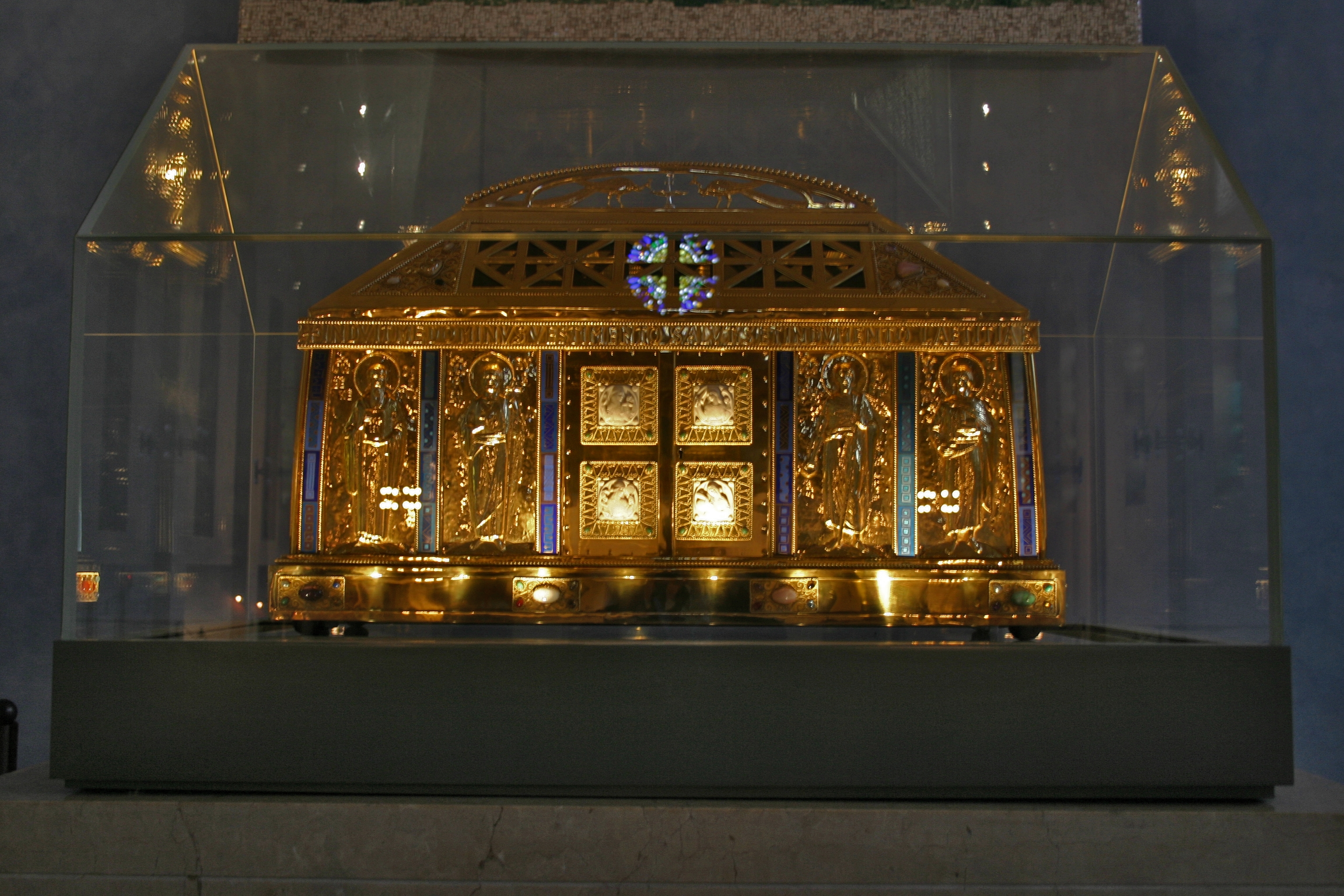
Reliquiari amb les restes de la santa a l'església d'Eibingen

En vida ja fou tinguda per santa pel poble, que li atribuïa guaricions i, fins i tot, la resurrecció d'un mort. En morir, malgrat que ràpidament s'engegà un procés de canonització per part de Gregori IX i posteriorment pel Innocenci IV, es va interrompre i no va ser culminat fins molts segles més tard. Va ser beatificada i continuà sent venerada. El 10 de maig de 2012, el papa Benet XVI la va inscriure al catàleg de sants de l'Església catòlica, en un procés de canonització equipol·lent. Va anunciar, a més, la seva intenció de declarar-la doctora de l'Església, acte que va tenir lloc el 7 d'octubre de 2012.
Hildegarda apareix també al calendari de sants d'algunes esglésies anglicanes, com l'Església d'Anglaterra, en què es venera com a santa el 17 de setembre.